# Rembrandt (Iowa)
Pour les articles homonymes, voir Rembrandt (homonymie).
Rembrandt est une ville du comté de Buena Vista, en Iowa, aux États-Unis. La ville est incorporée le 12 août 1901. 

## Source de la traduction
- (en) Cet article est partiellement ou en totalité issu de l’article de Wikipédia en anglais intitulé « Rembrandt, Iowa » (voir la liste des auteurs).